# Michael Mel
Michael (Augustine) Mel (Wila, dicht bij de Vulkaan Hagen (Western Highlands), 1959) is een Papoea-Nieuw-Guinees hoogleraar beeldende kunst aan de universiteit van Goroka, conservator, filosoof, musicus en toneelschrijver.

## Werk en leven
Als kunstenaar is Mel gespecialiseerd in onder meer performance- en installatiekunst en bodypainting.
Hij kreeg verder bekendheid om zijn Chanted Tales, traditionele historische verhalen van mensen uit Papoea-Nieuw-Guinea die dienen voor het overbrengen van maatschappelijke verantwoordelijkheid en moraliteit. Mel zorgde ervoor dat de bevolking hier weer toegang toe kreeg omdat de verhalen door de invoering van het Engels in de vergetelheid raakten.
In 2006 werd hij bekroond met een Prins Claus Prijs voor zijn sleutelrol in de culturele ontwikkeling van de gemeenschappen in de hooglanden van Papoea-Nieuw-Guinea.